# Stéphanie Bouvier
Stéphanie Bouvier (Digione, 15 novembre 1981) è una pattinatrice di short track francese.

## Biografia
Ha rappresentato la Francia ai Giochi olimpici invernali di Salt Lake City 2002, Torino 2006 e Vancouver 2010.

## Palmarès
- Mondiali

Pechino 2005: bronzo nella staffetta 5.000 m;